# Pablo Pérez-Mínguez
Pablo Pérez-Mínguez Poch (Madrid, 29 de diciembre de 1946 - Madrid, 22 de noviembre de 2012) fue un fotógrafo español. Realizó diversas iniciativas en favor del arte fotográfico, como la revista Nueva Lente o la primera escuela de fotografía en España, El Photocentro. Sin embargo, fue más conocido por ser retratista de la movida madrileña.

## Primeros años
Nace en Madrid y tras sus estudios de bachillerato inicia estudios de ingeniería agrónoma a los que no dedica los esfuerzos necesarios ya que sus intereses se dirigen a la fotografía. En su adolescencia se inicia en la técnica fotográfica mediante un curso por correspondencia, hecho compartido con otros fotógrafos de esos años al ser de los pocos recursos formativos existentes en el campo fotográfico. Hasta 1970 participa en diversos concursos de fotografía universitarios y de agrupaciones fotográficas. También inicia colaboraciones en los medios de comunicación y en medios artísticos.

## La revista Nueva Lente y El Photocentro
En 1971 es cofundador de la revista Nueva Lente junto a Carlos Serrano, su director artístico, y Jorge Rueda. Su aportación en esta revista ocupa un lugar destacado al fomentarse un cambio significativo en la consideración artística de la producción fotográfica en España. Promotor de la Quinta Generación de fotógrafos españoles. 
En 1975 pasa a formar parte del equipo fundacional de El Photocentro como director artístico, un espacio dedicado íntegramente a la fotografía, que disponía de una Photogalería para exposiciones de artistas fotográficos, una Photoescuela para la formación en el campo de la fotografía, un Photolaboratorio, una Photobiblioteca, una Phototienda y un Photobar. Tras importantes discrepancias con los gerentes, vuelve a la dirección de la revista Nueva Lente en 1979 por un breve período, ya como Nueva Nueva Lente.

## La Movida
Durante los años de la Movida madrileña participa activamente siendo uno de sus fotógrafos más destacados. Realiza retratos a la mayoría de sus protagonistas con un estilo muy personal, introduciendo los filtros de colores en sus fotografías y dando lugar al ya conocido como "estilo P.P.M.". Su archivo contiene gran parte del material gráfico de esta época, así como flyers de lugares y conciertos emblemáticos. En su estudio se realizaron diferentes actividades e incluso se rodaron escenas de la película Laberinto de pasiones de Pedro Almodóvaro videoclips para el programa de Paloma Chamorro, La Edad de Oro.
Colabora en diferentes programas de radio: Radio-Fotomanía, de RNE (1979), primer programa de radio sobre imagen y fotografía junto a José María Ponce y Juan Carlos Olea; el Foto-Taller de Pablo Pérez-Mínguez, sección propia dentro del programa El Trestero, de José Antonio Muñoz, en Radio 3 (1983); y Ser curiosos, de Puri Beltrán, en la SER (2007).

## La Estética Mística
A mediados de los ochenta P.P.M. comienza su serie Estética Mística con un grado mayor de homoerotismo. La primera fotografía publicada con esta estética fue portada de la revista La Luna de Madrid en junio de 1986: Capricornio-Mishima, la tituló, y en ella aparecía el actor Miguel Ortiz dando vida a un joven guerrero con el torso desnudo sujetando una espada. Desde entonces, y hasta el final de su vida, la Estética Mística de Pablo Pérez-Mínguez, llena de vírgenes, santos y mitos universales, siempre ha estado presente en su obra.

## Los Fototextos
Con el cambio de década, Pablo Pérez-Mínguez descubre una nueva manera de apoyar la narrativa fotográfica gracias a uno de sus más preciados inventos, los Fototextos: carteles con palabras, símbolos o cifras sujetados por el modelo. Las implicaciones semióticas y metanarrativas de tan sencilla acción todavía no se han valorado con justicia. 
En 1997 cofunda junto a Alexis Moreau y David Paquet la Talisman Gallery, una galería de arte alternativo, de espíritu lúdico, ecléctico y heterodoxo, que abrió sus puertas con la exposición La Punta del Iceberg y culminó en 1999 con Anacrónico total. Variaciones sobre San Expedito, la exposición “fin de siglo” de Pablo Pérez-Mínguez.
Hasta el final de sus días, participa en numerosas actividades fotográficas: cursos, talleres, exposiciones colectivas, etcétera.
Fallece el 22 de noviembre de 2012 como consecuencia de un cáncer de pulmón. Desde 2018, el archivo fotográfico, sonoro y escrito de Pablo Pérez-Mínguez permanece en depósito en el Archivo Regional de la Comunidad de Madrid gracias a un acuerdo de la institución con la familia del artista.

## Exposiciones, premios y otros
- 1969: Premio de Honor Abeja de Plata en el XIV Concurso Nacional de Fotografía Artística de la Agrupación Fotográfica de Guadalajara.
- 1973: Juegos cerrados es su primera exposición con Carlos Serrano, Galería Amadís, Madrid.
- 1977: Graba un disco, Como la vida misma, producido por Honorio Herrero, con el nombre artístico de Pablo Mínguez.
- 1979: Mi Vida Misma, La Photogalería, Madrid. PPM y sus amigos, galería Sen (Madrid).
- 1980: Madrid Foto-Poro, Galería de Buades, Madrid; y Diapo-Party, Museo Español de Arte Contemporáneo, Madrid.
- 1983: Vírgenes y Mártires, Galería Palace, Granada y Galería del Ateneo, Málaga. Foto-Movida, Galería C.M.U. Isabel la Católica, Granada. Fotola, Sala Rock-Ola, Madrid.
- 1984: Premio Rock-Ola de Fotografía Micro de Oro.
- 1985: PPM: Nueva Colección, Sala Municipal, Santoña, Santander. Lo Hipnótico es Estético, Galería Spectrum, Zaragoza. Arco-Iris Foto-Exprés, Arco´85, Stand Galería SEN, Madrid. Fotobsesión, Galería SEN, Madrid.
- 1997: La Punta del Iceberg, Talismán Gallery, Madrid.
- 1999: Anacrónico total. Variaciones sobre San Expedito, Talismán Gallery, Madrid. 999/000, Terceros Encuentros Fotográficos, Alepo, Siria.[9]
- 2000: La Movida Madrileña de los 80, Instituto Cervantes de Rabat y Casablanca, Marruecos.
- 2002: Carne Viva, Sala de Diputación, Málaga. 33 Iconos de Tierra Santa, Museo de América, Madrid.
- 2005: La Movida de Pablo: Fotógrafo de Leyenda. Sala Macarena, Miami, EE. UU.
- 2006: Premio Nacional de Fotografía del Ministerio de Cultura en Madrid. Miradas, Mánchester, Reino Unido.[10] Mi Movida Madrileña, Museo Municipal de Arte Contemporáneo, Madrid.[11]
- 2007: Mi Vida Fotográfica, Palacio Provincial Diputación de Cádiz.
- 2008: Detalles Invisibles (itinerante: Museo de América, Madrid, 2008 - Centro Niemeyer, Avilés, 2013).[12]
- 2008: Ikónikas, Blacksun, Madrid.
- 2010: Iconos PPM, Fundación Fiart, Madrid.
- 2011: Hermanos Pérez-Mínguez, galería Amador de los Ríos, Madrid. Premio de Fotografía Pop Eye, Cáceres.
- 2016: P.P.M., Fotógrafo Pop, Kitsch y Conceptual, Instituto de América de Santa Fe, Granada. Iconos P.P.M., Bulevar Salvador Allende, Alcobendas.
- 2018: Pablo Pérez-Mínguez: divertirse es un arte, documental de la productora Endora premiado en la 20ª Semana del Cortometraje de la Comunidad de Madrid.
- 2019: Expo colectiva La Movida. Crónica de una agitación, en el 50º Aniversario de los Encuentros Fotográficos de Arles, junto a Alberto García-Alix, Ouka Leele y Miguel Trillo.
- 2022: Pablo Pérez-Mínguez. Modernidad y Movida de un fotógrafo transgresor, Sala de Exposiciones El Águila, Subdirección General de Archivos de la Comunidad de Madrid.[13]

## Libros publicados
- Pérez-Mínguez, P.; Moreau Sánchez, Alexis (2000). Metamorfosis 2000. Madrid: La Fábrica. ISBN 978-84-95471-07-9.
- Pérez-Mínguez, P. (2005). Miradas. Madrid: Edición de autor. ISBN 978-84-8048-671-2.
- Pérez-Mínguez, P. (2006). Mi Movida: Fotografías 1979-1985. Lumwerg S.L. ISBN 978-84-9785-279-1.
- Pérez-Mínguez, P. (2007). PPM: Mi Vida Fotográfica. 1967-2007. Fundación Provincial de Cultura. Diputación de Cádiz. ISBN 978-84-96583-11-5.
- Pérez-Mínguez, P. (2008). Pablo Pérez-Mínguez, Detalles Invisibles: Fotografías, 1968-2008. Madrid: Ministerio de Cultura. Publicaciones. ISBN 978-84-8181-375-3.
- Pablo Pérez-Mínguez. Modernidad y Movida de un fotógrafo transgresor. Comunidad de Madrid (2022).
- Biografía: Pablo Pérez-Mínguez: Vivir la Fotografía, Rocío Pérez-Mínguez. Madrid: La Fábrica (2022).